# پارک ملی ژونغار آلاتاو
پارک ملی ژونغار آلاتاو (به قزاقی: Zhongar-Alatau National Park) یک پارک ملی در قزاقستان است که در استان آلماتی واقع شده‌است.